# 공격 헬리콥터

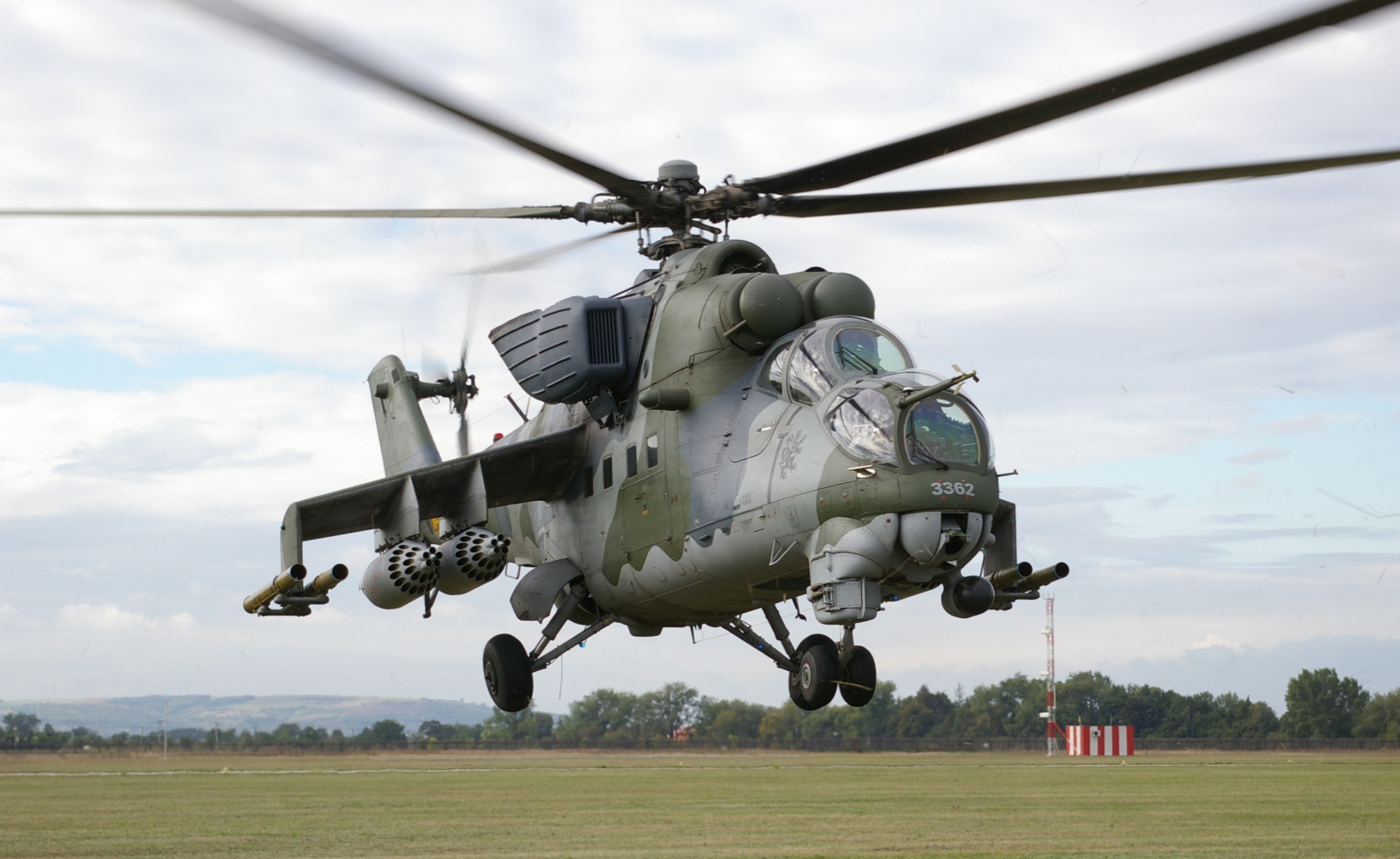
Mi-24

공격 헬리콥터(attack helicopter) 또는 공격 헬기는 적 보병, 장갑차량 및 구조물과 같은 지상 목표물을 공격하는 무기를 휴대하도록 특별히 설계되고 생산되는 군용 헬리콥터이다. 공격 헬리콥터가 사용하는 무기는 자동기관포, 기관총, 로켓 그리고 헬파이어 같은 유도 미사일을 포함할 수 있다. 또한, 많은 공격 헬리콥터들이 공대공 미사일을 휴대할 수 있지만, 대부분 자기 방어가 목적이다. 오늘날 공격 헬리콥터의 주요 역할은 두가지이다. 첫째, 지상군을 위한 직접적이고 정확한 근접 공중지원 제공, 둘째, 적 장갑 집단을 파괴하는 대전차 역할을 한다. 또한, 공격 헬리콥터는 무장 정찰 역할의 경헬기를 보충하는데 이용된다.

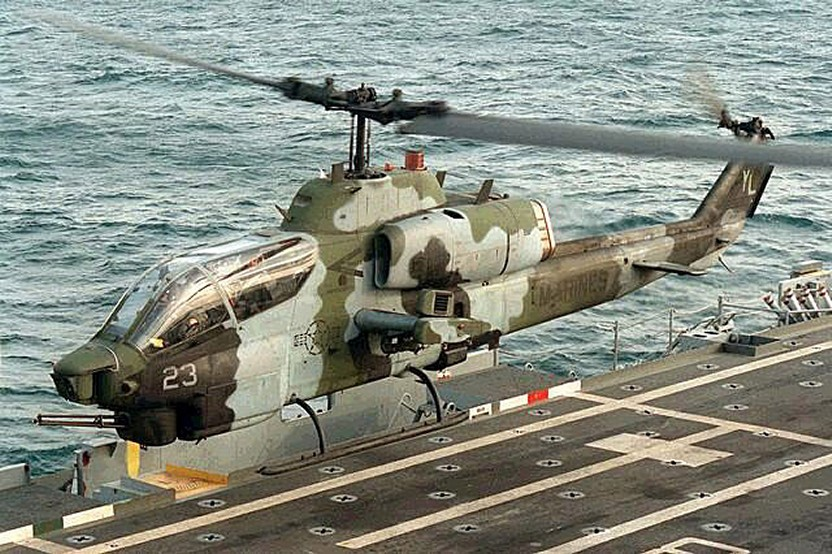
AH-1 코브라

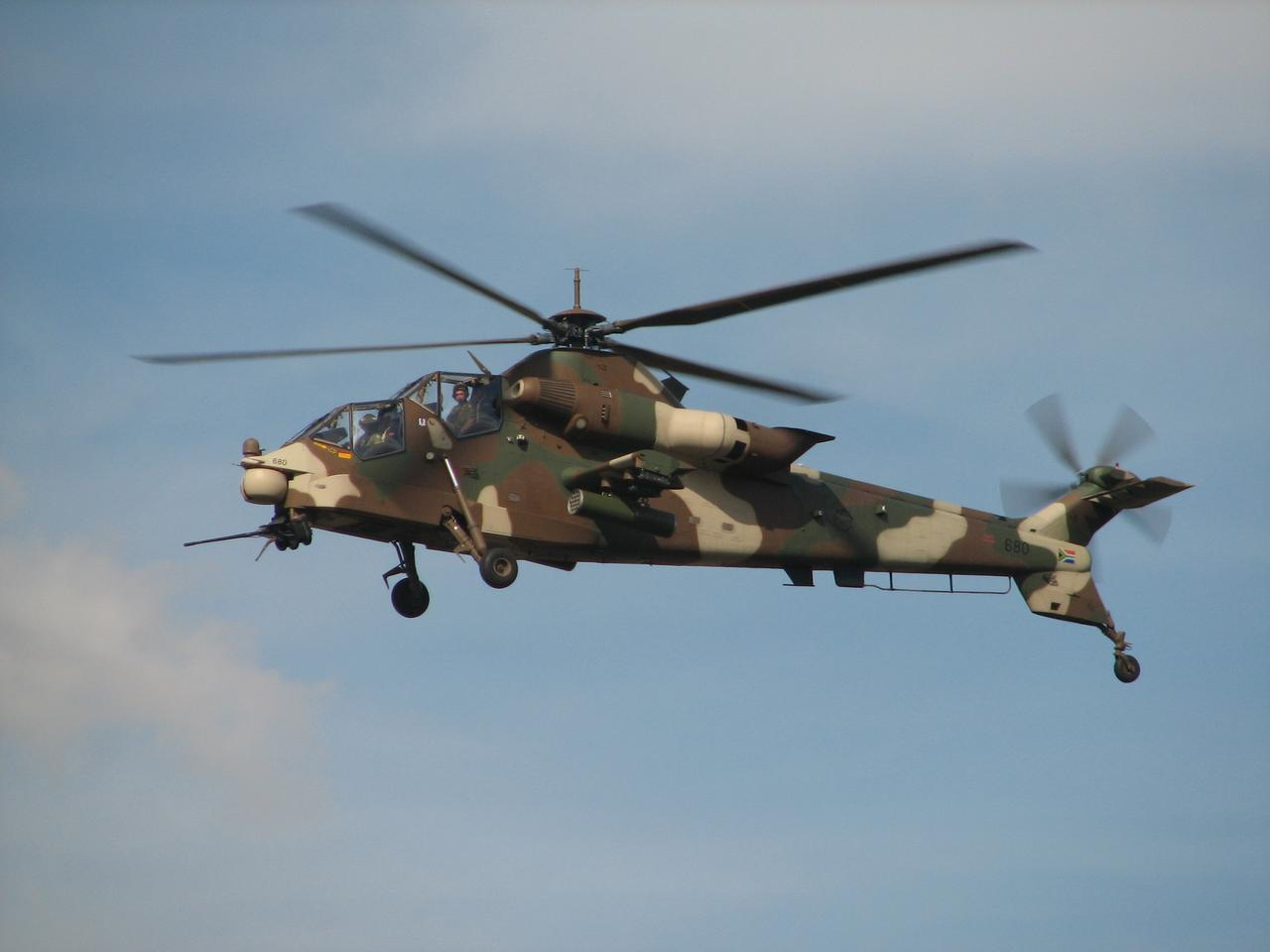
AH-2 루이발크

헬리콥터는 중동에서 효과적인 탱크 킬러였지만, 공격 헬리콥터는 다목적 역할에 더 많이 보이고 있다. 탱크 플링킹과 같은 전술은 고정익 항공기가 대전차에 더 효과적일 수 있다는 것을 보여줬지만, 헬리콥터는 근접 공중 지원을 위한 특유의 저고도, 저속 능력을 보유하고 있다. 다른 목적으로 생산된 헬리콥터가, 초근접 지원을 위한 MH-6을 포함하는, 특수 작전 임무를 위해 개발되었다.
2003년 걸프전 카르발라 협곡 전투기간 동안, 임무에 실패한 후 독자적으로 작전하는 공격 헬리콥터의 "종심 타격(deep attack)" 역할에 의문이 생겼다. 지상 무기의 발달로 인하여 공격헬기를 허무하게 잃어버려 손실이 컸다. 4일후, 같은 지역에서 두 번째 임무는, 포병 및 고정익 항공기와 협동하여, 최소한의 손실로 훨씬 더 성공적이었다.

## 현대 공격 헬리콥터

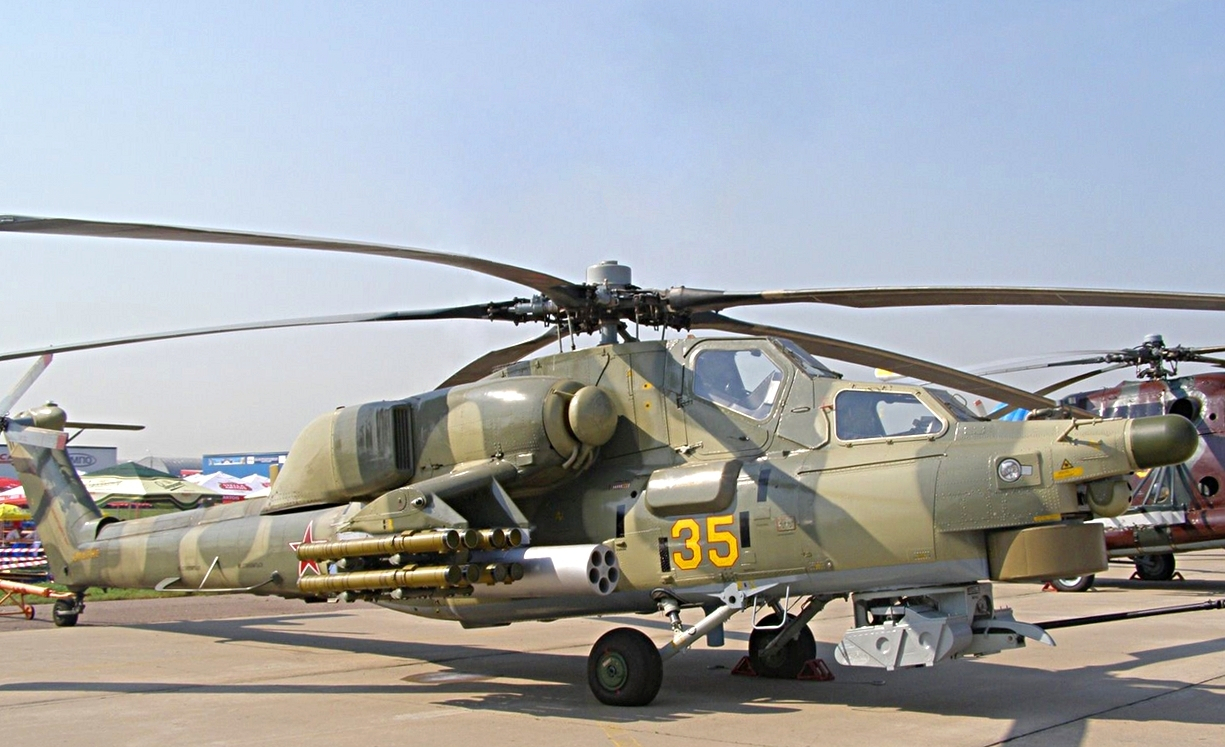
밀 Mi-28

1970년대 후반 내내 미군은 전천후 상황에서 작전을 수행할 수 있도록 공격 헬리콥터 부대에 더욱 정교화가 필요함을 인식했다. 그러한 이유로 진보된 공격 헬리콥터 프로그램이 시작되었다. 이 프로그램으로부터 휴즈 YAH-64가 승자로 출현했다. 소련군도 더욱 진보된 헬리콥터의 필요성을 인식했다. 군 관계자는 카모프와 밀에게 설계를 제출하라고 요청했다. Ka-50이 공식적으로 경쟁에서 승리했지만, 밀은 원래 제출했던 Mi-28의 개발을 계속하기로 결정했다.

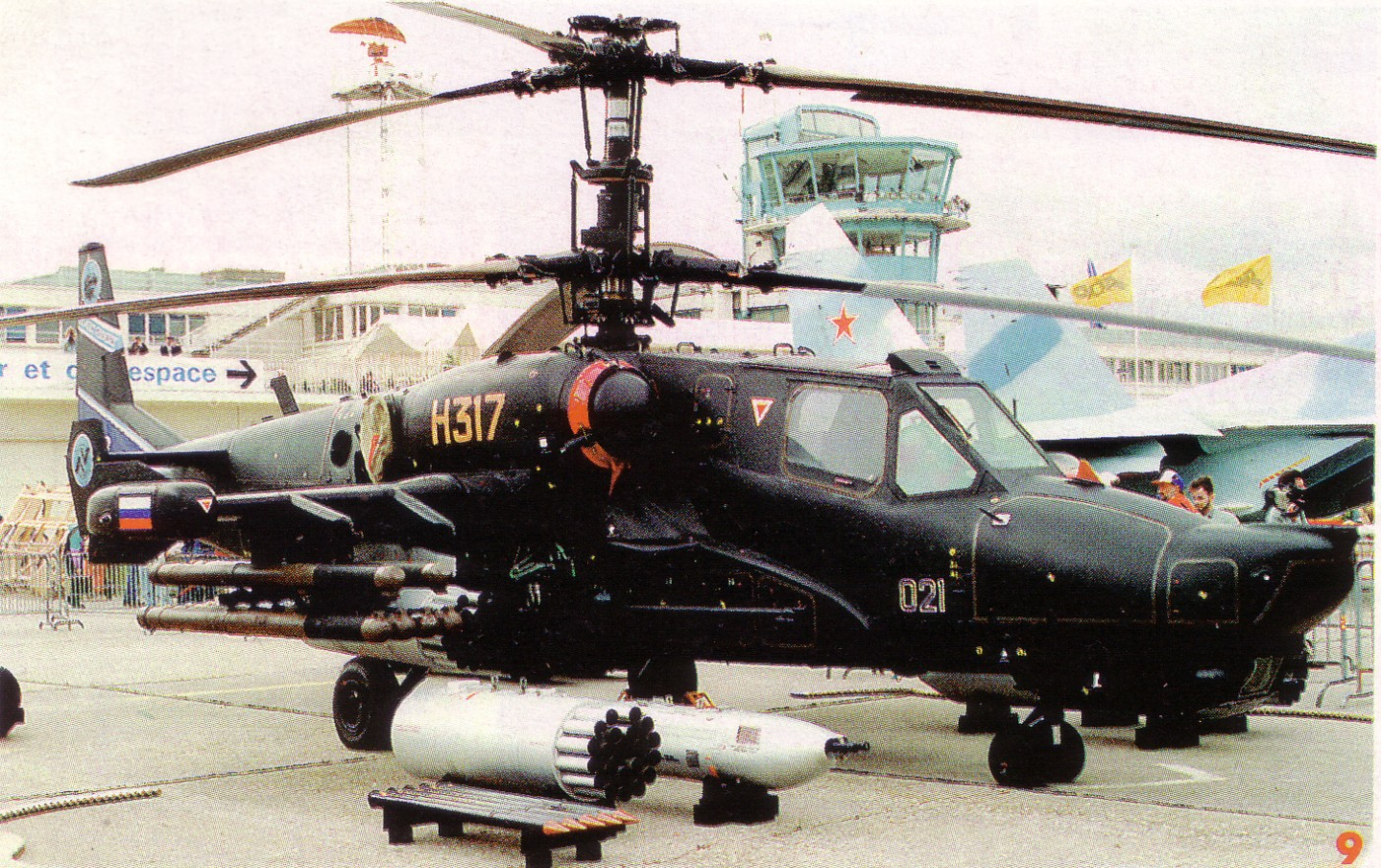
카모프 Ka-50 "블랙샤크"

1990년대는 미국 공격 헬리콥터의 성장기로 볼 수 있다. AH-64 아파치는 사막의 폭풍 작전 기간 동안 큰 성공을 거둬 널리 이용되었다. 아파치는 헬파이어 미사일로 적의 조기경보레이다와 지대공 미사일 장소를 파괴하면서 전쟁의 첫 총성을 울렸다. 그것들은 나중에 적 장갑에 대한 직접 공격과 지상군을 지원하는 공중 폭격의 양쪽 작전 역할에 성공적으로 이용되었다. 아파치 헬리콥터의 헬파이어 미사일과 기관포 공격은 많은 적 전차와 장갑차를 파괴했다.

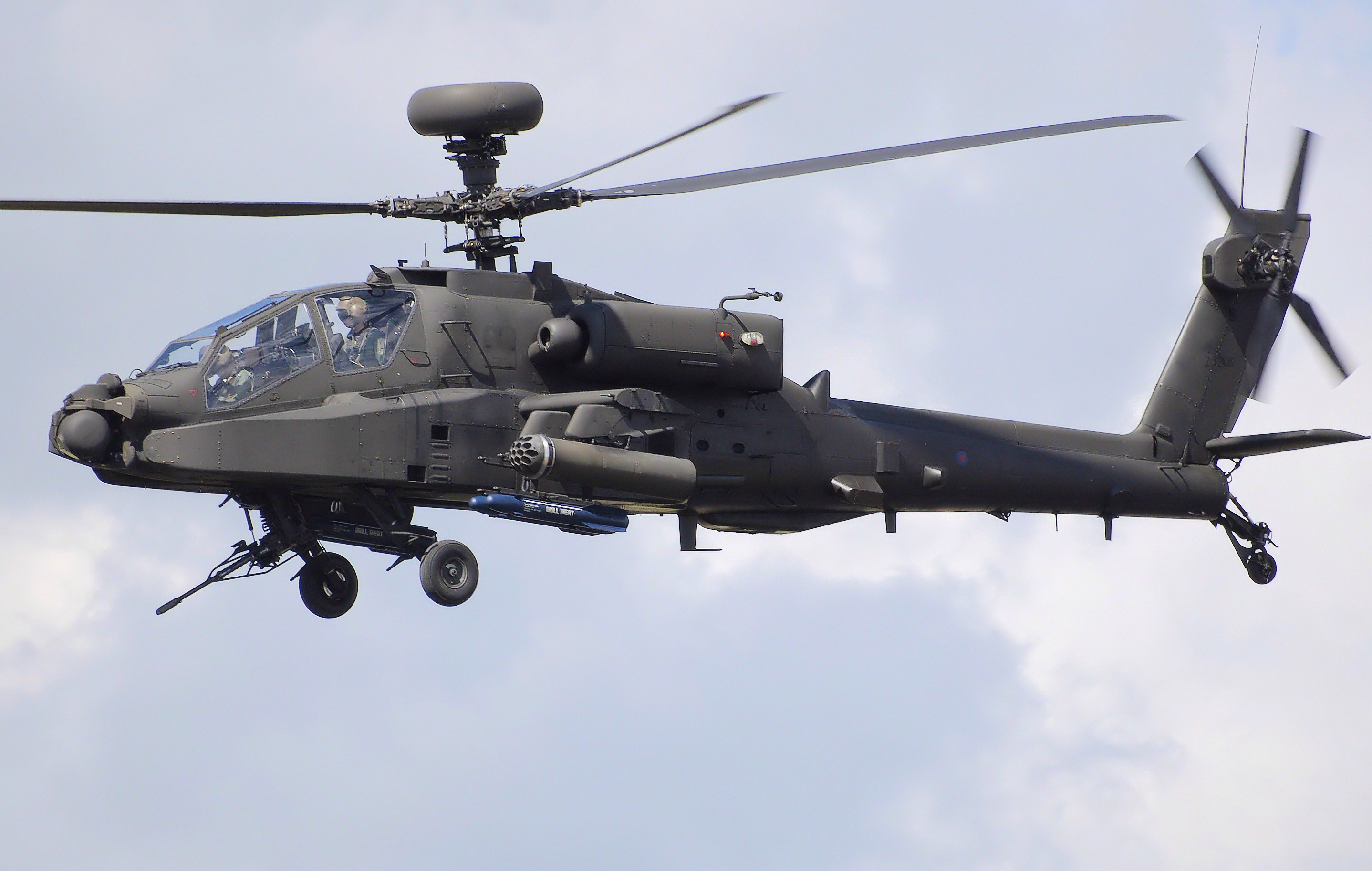
AH-64D 아파치롱보우

오늘날, 공격 헬리콥터는 더욱 정교해졌고, AH-64D 아파치 롱보우는 미래 무장 헬기의 배치를 위해 고려되고 있는 많은 진보된 기술을 시연하고 있다. 현재 러시아는 거의 동등한 Ka-50과 Mi-28을 배치하고 있지만, 이러한 공격기는 현재 미국의 장비와 상당히 비교할만한 수준의 지휘통제시스템으로 연결되어 있지 않다. 지상 공격 헬기전의 많은 연구자들은, 공격 헬리콥터가 세계 군대의 대부분에 연결된 지원 요소의 일부로서 점점 통합되고 있기 때문에, 오늘날 현대 군대의 네트워크로의 연결이 필요함을 공감하고 있다.

## 공격헬기 보유국
- 미국 - AH-64 800대

- 미국 - AH-1 600대

- 대한민국 - AH-64E 36대 (40대 추가도입 예정)

- 대한민국 - AH-1 80대

- 대한민국 - 500MD 300대

- 일본 - AH-64 10대

- 일본 - AH-1 70대

- 일본 - 500MD 200대

- 러시아 - KA52 79대

- 러시아 - Mi24 290대

- 이스라엘 - AH-64 45대

- 영국 - AH-64 50대

- 프랑스 - 유로콥터 타이거 51대

- 독일 - 유로콥터 타이거 27대

- 이탈리아 - A129 60대

- 대만 - AH-64E 12대

- 대만 - AH-1W 50대

- 튀르키예 - AH-1W 37대

- 튀르키예 - AH-1 30대

- 튀르키예 - T-129 60대

- 중국 - Z-19 105대

- 중국 - WZ-95대

## 종류

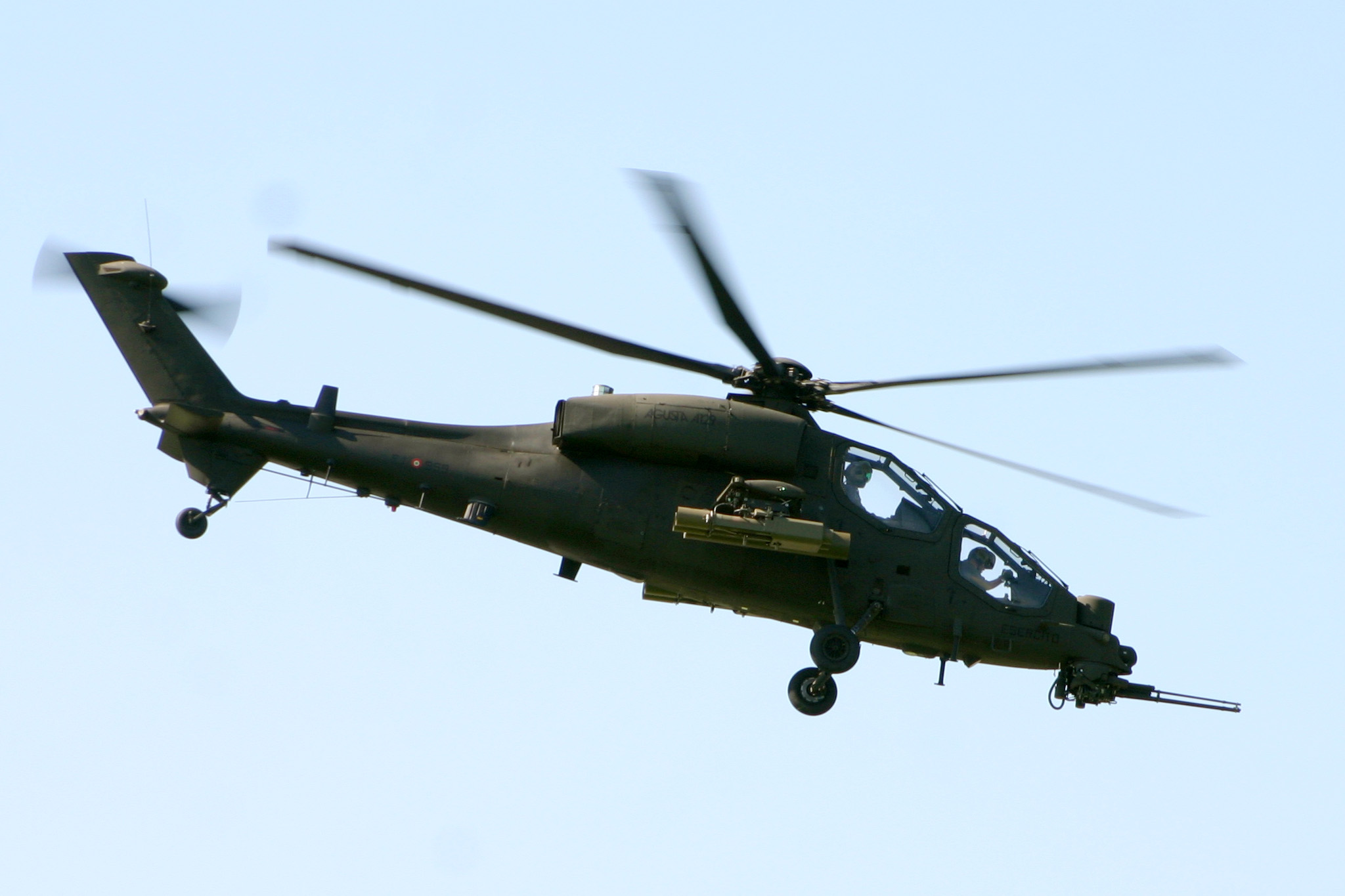
A129 망구스타

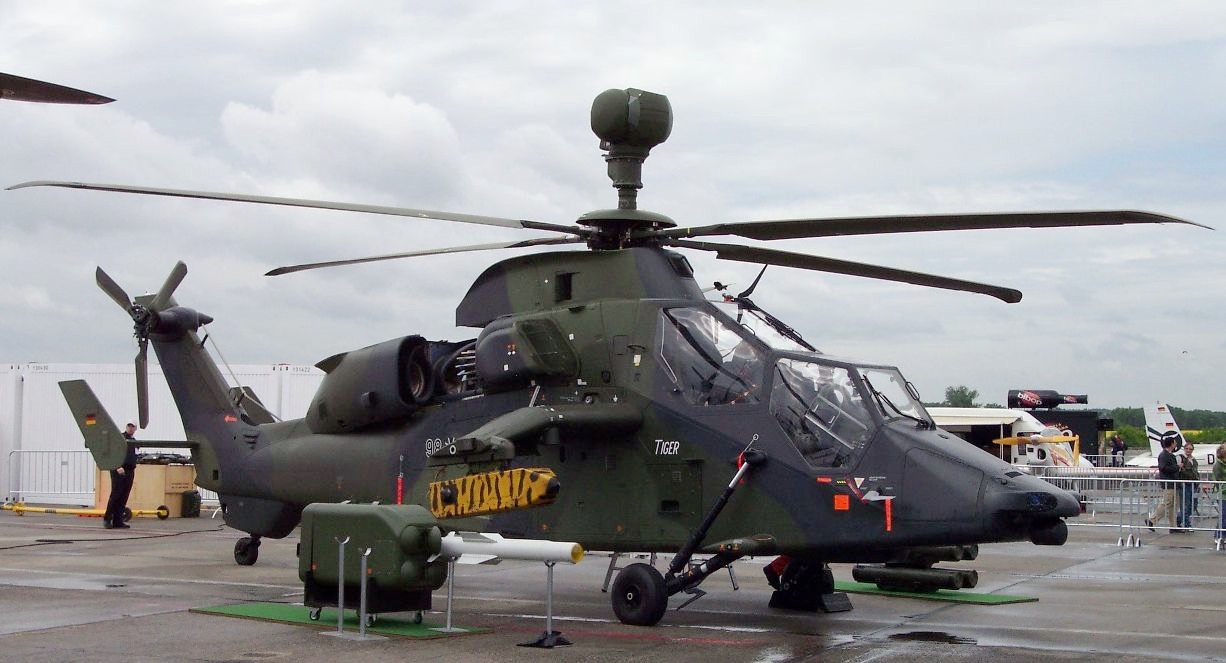
유로콥터 타이거 UHT

| 이름                     | 제조사               | 국가              |
| ------------------------ | -------------------- | ----------------- |
| AH-64 아파치             | 보잉                 | 미국              |
| AH-1 코브라 AH-1Z 바이퍼 | 벨                   | 미국              |
| 아구스타 A129 망구스타   | 아구스타웨스트랜드   | 이탈리아          |
| 데넬 AH-2 루이발크       | 데넬 항공우주 시스템 | 남아프리카 공화국 |
| 유로콥터 타이거          | 유로콥터             | 독일 프랑스       |
| 밀 Mi-28                 | 밀                   | 러시아            |
| 카모프 Ka-50 / Ka-52     | 카모프               | 러시아            |
| 밀 Mi-24                 | 밀                   | 러시아            |

## 같이 보기
- 무장 헬리콥터
- 육군 항공기

## 참 고
1. ↑  ADVANCED ATTACK HELICOPTER OPERATIONS IN ADVERSE ENVIRONMENTS 보관됨 2009-04-05 - 웨이백 머신 - Official US Army video at Real Military Flix
2. ↑  Advanced Attack Helicopter (AAH) (1970-1981) - Global Security

### 추가 문헌
- Duke, R.A., Helicopter Operations in Algeria [Trans. French], Dept. of the Army (1959)
- France, Operations Research Group, Report of the Operations Research Mission on H-21 Helicopter (1957)
- Leuliette, Pierre, St. Michael and the Dragon: Memoirs of a Paratrooper, New York:Houghton Mifflin (1964)
- Riley, David, French Helicopter Operations in Algeria Marine Corps Gazette, February 1958, pp. 21-26.
- Shrader, Charles R. The First Helicopter War: Logistics and Mobility in Algeria, 1954-1962 Westport, CT: Praeger Publishers (1999)
- Spenser, Jay P., Whirlybirds: A History of the U.S. Helicopter Pioneers, Seattle, WA: University of Washington Press (1998)